# Miami Open 2007
Il Miami Open 2007 (conosciuto anche come Sony Ericsson Open per motivi di sponsorizzazione) è stato un torneo di tennis giocato sul cemento.
È stata la 23ª edizione del Miami Open, che faceva parte della categoria ATP Masters Series nell'ambito dell'ATP Tour 2007, e della Tier I nell'ambito del WTA Tour 2007. Sia il torneo maschile che quello femminile si sono giocati al Tennis Center at Crandon Park di Key Biscayne in Florida, dal 21 marzo al 1º aprile 2007.

## Campioni

### Singolare maschile
Novak Đoković ha battuto in finale  Guillermo Cañas con il punteggio di 6–3, 6–2, 6–4.

### Singolare femminile
Serena Williams ha battuto in finale  Justine Henin con il punteggio di 0–6, 7–5, 6–3.

### Doppio maschile
Bob Bryan /  Mike Bryan hanno battuto in finale  Martin Damm /  Leander Paes con il punteggio di 6(7)–7, 6–3, [10–7].

### Doppio femminile
Lisa Raymond /  Samantha Stosur hanno battuto in finale  Cara Black /  Liezel Huber con il punteggio di 6–4, 3–6, [10–2].

### Singolare ragazzi
Kei Nishikori ha battuto in finale  Michael McClune con il punteggio di 6(2)–7, 6–4, 6–1.

### Singolare ragazze
Sorana Cîrstea ha battuto in finale  Anastasija Pivovarova con il punteggio di 6–2, 6–1.